# Bealeton
Bealeton è un census-designated place (CDP) degli Stati Uniti d'America, situato nello stato della Virginia, nella contea di Fauquier. Secondo il censimento del 2020 gli abitanti di Bealeton ammontavano a 5 882.

## Storia
Durante la guerra civile americana l'area è diventata un'importante luogo di transito, prima per i Confederati, poi per l'esercito dell'Unione.